# フートー競馬場
フートー競馬場（フートーけいばじょう、ベトナム語：Trường đua Phú Thọ / 場𨅮富壽）は、ベトナムホーチミン市11区にあった競馬場。日本語ではプトー競馬場、フートゥー競馬場と表記される場合もある。フランス領インドシナ時代の1932年にフランス人によって建設され、2000年代までベトナムで唯一の競馬場だったが、2011年に閉場した。

## 概要
南北ベトナム統一後の競馬の運営は1989年に始まった。以来ホーチミン市およびその周辺地域の娯楽として定着していた。年間を通して毎週の土曜日と日曜日に開催が行われ、開催日ごとに10競走が行われていた。
各競走の距離・負担重量などはメートルとキログラムで表記された。
勝馬投票券は10000ドン（2009年6月現在のレートで、日本円にして約53円、USドルにして約0.56ドル）単位で発売され、投票券の発売方式は単勝（Win）・連勝単式（Exacta）・三連勝単式（Trifecta）・四連勝単式（Quartec）・六連勝単式（SuperFecta）の5種類が用意されていた。また、16歳未満の馬券購入は禁止されている。2006年時点では連勝単式のみの発売であった。

## 歴史
1893年にフランス人将校らを中心として、サイゴン競馬協会が創立された。同協会はベトナムでの競馬場建設を企画し、リーサ将軍通り沿いの「Vuon Ba Lon（英語ではGrand Lady Garden）」と呼ばれていた竹林を切り開いて競馬場を建設、これがベトナムにおける競馬の始まりとなった。開設当時はまだ競走馬の頭数が少なかったため、開催は日曜日に限られ、競走数も1日に5-7競走程度であった。
その後第一次世界大戦の開始とともに活動を休止したが、終戦後の1920年に開催を再開した。その頃からベトナムの一部においても競馬熱が高まり、これにあわせてサイゴン競馬協会はインドシナ銀行から資金を借り、フートー地区の当時墓地であった一画48ヘクタールを購入、そこに現在のフートー競馬場が建設された。開設当初はあまり注目されなかったものの、しばらくするとフランス人のみならず多くのサイゴン市民や近郊住民も関心を寄せるようになり、程なくして競馬場は繁盛した。また、1930年代後半にはすでに競馬新聞も発行されていた。
しかし、太平洋戦争中の1945年に日本軍が進出し、現地のフランス人による植民地政府が倒されると、フートー競馬場は軍によって閉鎖された。また、当時の同競馬場では競走馬はその体高（体格）によってクラス分けされ、大きいほうからA・B・Cの3段階に分けられていた。特にAクラスの競走馬は「インドシナ馬」という呼び名が付けられていたが、これらの競走馬も軍馬として徴発されていき、後に日本が敗戦・降伏した後もそれらの競走馬は行方不明のまま戻ってこなかった。
終戦後、フランス人がいなくなった影響でサイゴン競馬協会は完全にベトナム人による運営体制になり、1961年にBui Duy Tienを会長として再発足された。Tienは副会長のLe Van Kha、および獣医のLam Tuanをフランスに送り、現地でフートー競馬場での競走と馬産に用いるための半血種の競走馬を購入させた。その後もベトナム共和国（南ベトナム）の政権下で民間企業として運営されていたが、1975年4月30日にサイゴンがベトナム民主共和国（北ベトナム・現在のベトナム）によって攻略されるとサイゴン競馬協会も解散され、フートー競馬場は廃止され、総合スポーツ教育施設として使われるようになった。
1989年3月11日、フートー競馬場はベトナム政府の主導で競馬場として再生され、ホーチミン市のスポーツ振興課が管理を担当することになった。再生された当時のフートー競馬場にはすでに約600頭の競走馬と約70人の騎手が在籍していたが、サービス関連施設の拡張は遅れ、勝馬投票券の発売などはまだ機械化されていなかった。2004年10月1日に馬券発売が機械化され、そのほかにもパトロールフィルムなどが導入されるなど、近代的な設備が順次に投入されていた。